# Liste der Gebietsänderungen in Thüringen 2008 bis 2011
Die Liste der Gebietsänderungen in Thüringen 2008 bis 2011 enthält Änderungen an Gemeindegebieten des Landes Thüringen in der Zeit vom 1. Januar 2008 bis zum 31. Dezember 2011. Dazu zählen unter anderem Zusammenschlüsse und Trennungen von Gemeinden, Eingliederungen von Gemeinden in eine andere, Änderungen des Gemeindenamens und Umgliederungen von Teilen einer Gemeinde in eine andere.

## Legende
- Datum: juristisches Wirkungsdatum der Gebietsänderung
- Gemeinde vor der Änderung: Gemeinde vor der Gebietsänderung
- Maßnahme: Art der Gebietsänderung
- Gemeinde nach der Änderung: Gemeinde nach der Gebietsänderung
- Landkreis: Landkreis der Gemeinde nach der Gebietsänderung

Die Sortierung erfolgt chronologisch: Datum, kreisfreie Städte, Landkreise, aufnehmende oder neu gebildete Gemeinde. Heute noch bestehende Gemeinden sind farbig unterlegt.

## Liste
| Datum      | Gemeinde vor der Änderung                                                                        | Maßnahme        | Gemeinde nach der Änderung | Landkreis              |
| ---------- | ------------------------------------------------------------------------------------------------ | --------------- | -------------------------- | ---------------------- |
| 01.12.2008 | Naundorf Tegkwitz                                                                                | Eingliederung   | Starkenberg                | Altenburger Land       |
| 01.12.2008 | Dornburg Dorndorf-Steudnitz                                                                      | Eingliederung   | Camburg                    | Saale-Holzland-Kreis   |
| 01.12.2008 | Camburg                                                                                          | Namensänderung  | Dornburg-Camburg           | Saale-Holzland-Kreis   |
| 01.12.2008 | Lichtenhain/Bergbahn                                                                             | Eingliederung   | Oberweißbach/Thür. Wald    | Saalfeld-Rudolstadt    |
| 01.12.2008 | Heßles                                                                                           | Eingliederung   | Fambach                    | Schmalkalden-Meiningen |
| 01.12.2008 | Wernshausen                                                                                      | Eingliederung   | Schmalkalden               | Schmalkalden-Meiningen |
| 01.12.2008 | Gutendorf                                                                                        | Eingliederung   | Bad Berka                  | Weimarer Land          |
| 30.12.2008 | Meuselwitz, Lehma und Trebanz                                                                    | Umgliederung    | Treben                     | Altenburger Land       |
| 31.12.2008 | Rockenstuhl                                                                                      | Eingliederung   | Geisa                      | Wartburgkreis          |
| 01.01.2009 | Grabsleben Mühlberg Seebergen Wandersleben                                                       | Zusammenschluss | Drei Gleichen              | Gotha                  |
| 01.01.2009 | Rehungen                                                                                         | Eingliederung   | Sollstedt                  | Nordhausen             |
| 01.09.2009 | Bernterode bei Worbis                                                                            | Eingliederung   | Breitenworbis              | Eichsfeld              |
| 01.12.2009 | Apfelstädt Gamstädt Ingersleben Neudietendorf                                                    | Zusammenschluss | Nesse-Apfelstädt           | Gotha                  |
| 01.12.2010 | Bischofferode Großbodungen Neustadt                                                              | Zusammenschluss | Am Ohmberg                 | Eichsfeld              |
| 01.12.2010 | Auleben Hamma Heringen/Helme Uthleben Windehausen                                                | Zusammenschluss | Heringen/Helme             | Nordhausen             |
| 01.12.2010 | Dragensdorf                                                                                      | Eingliederung   | Dittersdorf                | Saale-Orla-Kreis       |
| 01.12.2010 | Breitenhain                                                                                      | Eingliederung   | Neustadt an der Orla       | Saale-Orla-Kreis       |
| 01.12.2010 | Herpf                                                                                            | Eingliederung   | Meiningen                  | Schmalkalden-Meiningen |
| 01.12.2011 | Bockelnhagen Holungen Jützenbach Silkerode Steinrode Stöckey Weißenborn-Lüderode Zwinge          | Zusammenschluss | Sonnenstein                | Eichsfeld              |
| 01.12.2011 | Aspach Ebenheim Fröttstädt Hörselgau Laucha Mechterstädt Metebach Teutleben Trügleben Weingarten | Zusammenschluss | Hörsel                     | Gotha                  |
| 01.12.2011 | Auma Braunsdorf Göhren-Döhlen Staitz Wiebelsdorf                                                 | Zusammenschluss | Auma-Weidatal              | Greiz                  |
| 01.12.2011 | Merkendorf Silberfeld Zadelsdorf                                                                 | Eingliederung   | Zeulenroda-Triebes         | Greiz                  |
| 01.12.2011 | Arnsgereuth                                                                                      | Eingliederung   | Saalfeld/Saale             | Saalfeld-Rudolstadt    |
| 01.12.2011 | Brotterode                                                                                       | Eingliederung   | Trusetal                   | Schmalkalden-Meiningen |
| 01.12.2011 | Trusetal                                                                                         | Namensänderung  | Brotterode-Trusetal        | Schmalkalden-Meiningen |
| 01.12.2011 | Steinheid                                                                                        | Eingliederung   | Neuhaus am Rennweg         | Sonneberg              |
| 01.12.2011 | Heyerode Katharinenberg Hildebrandshausen Lengenfeld unterm Stein                                | Zusammenschluss | Südeichsfeld               | Unstrut-Hainich-Kreis  |